# Burleson County
Burleson County är ett administrativt område i delstaten Texas, USA, med 17 187 invånare (2010). Den administrativa huvudorten (county seat) är Caldwell. 

## Geografi
Enligt United States Census Bureau så har countyt en total area på 1 755 km². 1 724 km² av den arean är land och 32 km² är vatten. 

### Angränsande countyn
- Robertson County - nord
- Brazos County - nordost
- Washington County - sydost
- Lee County - sydväst
- Milam County - nordväst